# Тиберій Манілій Фуск
Тиберій Манілій Фуск (лат. Tiberius Manilius Fuscus; ? — після 225) — державний та військовий діяч Римської імперії, консул 225 року, консул-суффект 196 року.

## Життєпис
Походив із роду Маніліїв з Іспанії (за іншою версією — з Італії). Про батьків Фуска немає відомостей. Немає відомостей про початок кар'єри. Манілій з 191 до 193 року очолював XIII Подвійний легіон у Дакії.
У 194 році призначений імператорським легатом-пропретором нової провінції Сирія Фенікс. У 196 році, перебуваючи в Сирії, став консулом-суффектом. Під час війни за імператорську владу підтримав Луція Септимія Севера.
У 203 році очолив колегію квіндецемвірів священнодійств. У 204 році йому доручена організація Секулярних ігор. З 209 до 213 року як проконсул керував провінцією Азія.
У 225 році стає консулом, разом із Сервієм Кальпурнієм Доміцієм Декстером. Про подальшу долю немає інформації.